# 대구지방법원 안동지원
대구지방법원 안동지원(大邱地方法院安東支院)은 대구지방검찰청 안동지청에 대응하여, 경상북도 안동시, 영주시, 봉화군 일대에 국가사법업무를 담당하기 위해 설립된 대한민국의 대법원, 대구고등법원, 대구지방법원 소속기관이다. 경상북도 안동시 강남로 304 (정하동 235-1)에 위치하고 있다.

## 관할 구역
- 재판관할구역: 안동시, 영주시, 봉화군
- 등기관할구역: 안동시
- 즉결관할구역: 안동시

## 지원장
| 순번 | 이름   | 취임 일자                         |
| ---- | ------ | --------------------------------- |
| 22대 | 구욱서 | 1992년 8월 21일 ~ 1995년 2월 28일 |
| 23대 | 여춘동 | 1995년 3월 1일 ~ 1995년 7월 31일  |
| 24대 | 이길수 | 1995년 8월 1일 ~ 1997년 9월 21일  |
| 25대 | 김동환 | 1997년 9월 22일 ~ 1999년 3월 1일  |
| 26대 | 박영화 | 1999년 3월 2일 ~ 2000년 2월 17일  |
| 27대 | 김주현 | 2000년 2월 18일 ~ 2001년 2월 18일 |
| 28대 | 이상철 | 2001년 2월 19일 ~ 2003년 2월 18일 |
| 29대 | 오세율 | 2003년 2월 19일 ~ 2005년 2월 20일 |
| 30대 | 김성수 | 2005년 2월 21일 ~ 2007년 2월 20일 |
| 31대 | 남근욱 | 2007년 2월 21일 ~ 2009년 2월 20일 |
| 32대 | 권순탁 | 2009년 2월 21일 ~ 2011년 2월 27일 |
| 33대 | 백정현 | 2011년 2월 28일 ~ 2013년 2월 26일 |
| 34대 | 이상균 | 2013년 2월 17일 ~ 2015년 2월 26일 |
| 35대 | 이남균 | 2015년 2월 27일 ~ 2017년 2월 26일 |
| 36대 | 차경환 | 2017년 2월 28일 ~ 현재            |

## 시·군 법원
- 대구지방법원 안동지원 영주시법원: 경상북도 영주시 영주로 105 (가흥동 393-1)
- 대구지방법원 안동지원 봉화군법원 및 등기소: 경상북도 봉화군 봉화읍 봉화로 1085 (해저리 105-7)

## 조직

### 재판부
- 합의부
- 민사1단독
- 민사2단독
- 형사1단독
- 형사2단독
- 가사단독
- 민사소액단독

### 사무부
- 사무과장
- 서무·독촉계
- 회계·용도계
- 형사1단독/영장,즉결
- 형사2단독/형사접수
- 약식계
- 민사1단독/민사소액
- 민사2단독/가사단독
- 민형사,가사 합의부
- 경매접수
- 경매계
- 기타집행계
- 민사,가사 접수계
- 신청계
- 가족관계등록계/협의이혼
- 공탁,보관금
- 등기계
- 당직실

## 같이 보기
- 대법원
- 대구지방법원